# ジェンネ圏
ジェンネ圏（ジェンネけん、フランス語：Cercle de Djenné）は、マリ共和国の地方行政区画でモプティ州を構成する圏のひとつ。行政の中心地はジェンネにおかれる。下級単位のコミューンは12団体あり、2009年の統計で人口は207,260人を数える。

## コミューン
ジェンネ圏には以下のコミューンがある。
- ダンドーグー・ファカラ（fr:Dandougou Fakala）
- デラリー（fr:Derary）
- ジェンネ（Djenné）
- ファカラ（fr:Fakala）
- フェマイェ（fr:Femaye）
- ケワ（fr:Kéwa）
- マディアマ（fr:Madiama）
- ネマ＝バンデヤコファ（fr:Néma-Badenyakafo）
- ニアンサナリー（fr:Niansanarie）
- ウーロ・アリ（fr:Ouro Ali）
- ポンドリ（fr:Pondori）
- トグー・モーラリ（fr:Togue Mourari）